# Signat Arsène Lupin
Signat Arsène Lupin (títol original en francès Signé Arsène Lupin, en italià Il ritorno di Arsenio Lupin) és una pel·lícula de crim franco-italiana de 1959 escrita i dirigida per Yves Robert. És la seqüela de Les aventures d'Arsène Lupin (1957). Ha estat doblada al català.

## Argument
La guerra va acabar i després d'haver-se distingit en combat, André Laroche torna a reprendre la seva vida aventurera com a cavaller-lladre sota el nom d'Arsène Lupin. El seu antic còmplice La Ballu li ofereix el robatori d'un xalet a Enghien. Tres quadres robats de diferents llocs i les deduccions d'un jove periodista, Isidore Beautrelet li permetran trobar el tresor del Toisó d'Or, que Aurélia, antiga conquesta de Lupin, intentava apoderar-se.

## Repartiment
- Robert Lamoureux: André Laroche / Arsène Lupin
- Alida Valli: Aurelia Valeano
- Jacques Dufilho: Albert
- Robert Dalban: Inspector Béchoux
- Michel Etcheverry: Van Nelden
- Jean Galland: General
- Harold Kay: Henri
- Paul Müller: Agregat a l'ambaixada a Roma
- Ginette Pigeon: Agnès
- Roger Dumas: Isidore Beautrelet aka Véritas
- Yves Robert: La Ballu
- Gabriel Gobin: Empleat de la SNCF
- Paul Préboist: Borratxo
- Robert Rollis: Viatger al tren

## Producció
- Al voltant de la 1:17 de la pel·lícula, Isidore Beautrelet (Roger Dumas) entra a un rellotger acompanyat del conductor del tren. En realitat, la botiga es troba al 4, Rue de la Paix de París.[4]
- L'escena final a les ruïnes del castell situat a la història a Borgonya és en realitat el Château-Gaillard (Les Andelys) a Normandia[5]
- La pel·lícula inclou un anacronisme: les pintures del segle xv (que indiquen on trobar el tresor de l'orde del Toisó d'Or) mostren Château-Gaillard en ruïnes, tal com és avui. Mentre que aquest castell només va ser desmantellat a principis del segle xvii.